# Didier Talpain
Didier Talpain est un chef d'orchestre et diplomate français, né en 1960.

## Biographie

### Le chef d'orchestre
Didier Talpain fait des études musicales (flûte, basson, analyse musicale et musique de chambre) ; il dirige son premier concert à 18 ans. Il étudie la direction d'orchestre  à l'École normale de musique de Paris (diplôme supérieur de direction d'orchestre obtenu en 1984 avec les félicitations du jury) et au Conservatoire national supérieur de musique de Paris ainsi qu'à la Fondation Yehudi Menuhin. Il suit les master classes de Jean Fournet, d'André Girard et de Franco Ferrara
Il dirige régulièrement Bizet, Debussy, Ravel, Milhaud, Françaix, Franck, Saint-Saëns, il est spécialiste de Johann Nepomuk Hummel et des fils de Bach et plus généralement de la musique pré-classique, classique et pré-romantique sur instruments anciens.
Chef de l'orchestre de chambre Ars Instrumentalis de 1979 à 1985 puis de l’orchestre de chambre de Champagne à Reims (1983-1986), il est ensuite directeur musical des orchestres Paris-Rive-droite et UtCinquième en 1992.
Il travaille régulièrement en Pologne à compter de 1995 : il enregistre pour la Télévision polonaise en 2000 la Messe du Couronnement de Louis XVIII de Cherubini. Passionné par l'opéra français, il collabore avec l'Opéra de chambre de Varsovie pour le Don Procopio de Bizet . Il dirige la première exécution radiodiffusée de la Grande Messe en ut mineur de Mozart sur instruments anciens.
Il dirige pour l'Opéra de Chambre d'Athènes Bizet (Le Docteur Miracle), Offenbach et Weber. Il est invité à Sofia (Symphonie fantastique de Berlioz enregistrée pour TV5MONDE), à Saint-Pétersbourg, à Berlin, à Dniepropetrovsk, en Slovaquie, Moldavie, Turquie, Belgique, Jordanie, au Kazakhstan...

### Le diplomate
Didier Talpain est diplômé de l'institut commercial de Nancy et de l'institut d'études politiques de Strasbourg. Il entre au ministère des Affaires étrangères en 1989 et est actuellement conseiller des Affaires étrangères. 
Parmi ses affectations, on peut relever :
- attaché culturel à Varsovie (1995-1999)
- attaché culturel à Athènes (1999-2002)
- conseiller de coopération et d'action culturelle à l'ambassade de France en Slovaquie, directeur de l'Institut français de Bratislava (2006-2010)
- conseiller de coopération et d'action culturelle à l'ambassade de France en Bulgarie, directeur de l'Institut français de Sofia (2010-2013)
- consul général de France à Karachi (depuis le 1er mars 2018)

## Discographie
- Les Fils de Bach : Quatre concertos pour clavecin et cordes, BNL, 2001
- Mathilde de Guise opéra en 3 actes de Johann Nepomuk Hummel, Abeille Musique, 2010.
- Le Docteur Miracle de Georges Bizet, BNL, 2010.
- Musique sacrée pour la famille Esterházy de Johann Nepomuk Hummel, Abeille Musique, 2011.
- Les concertos pour 2 et 4 clavecins de Bach, BNL, 2005.
- Airs de concert de Wolfgang Amadeus Mozart et Jean-Sébastien Bach, Abeille Musique, 2011.
- Beethoven : Symphonie n°1 - Méhul : Symphonie n°1[6], BNL, 2004.
- Don Procopio, Opéra comique de Georges Bizet, Codaex, 2003[4].
- Airs : Ah ! Perfido... de Ludwig van Beethoven, BNL, 2003.
- Symphonie pour cordes de Hambourg de Carl Philipp Emanuel Bach, BNL, 2002

## Prix et distinctions
- 1985 : Lauréat de la Fondation Menuhin
- 1995 : Prix de la Fondation Perrenoud au 4e Concours international de direction d'orchestre de Vienne.
- Chevalier de l'ordre des Arts et des Lettres (2025)